# Ісламізація Албанії
Ісламізація Албанії сталася в результаті османського завоювання регіону, починаючи з 1385 року. Через свою адміністрацію та військовиків османи принесли іслам до Албанії.
У перші кілька століть османського правління поширення ісламу в Албанії було повільним і в основному посилилося протягом XVII та XVIII століть. Це було одне з найбільш значущих подій в історії Албанії, оскільки албанці Албанії перетворилися з переважно християнського (католицького та православного) населення на населення, яке переважно є мусульманами-сунітами, зберігаючи при цьому в деяких регіонах значні албанські християнські меншини. Ситуація, що виникла в результаті цього, коли сунітський іслам був найбільшою релігією в албанському етнолінгвістичному просторі, але інші релігії також були присутні в регіональному мозаїці, відіграла великий вплив на формування політичного розвитку Албанії в пізній османський період. Окрім релігійних змін, навернення до ісламу також спричинило інші соціальні та культурні трансформації, які сформували та вплинули на албанців та албанську культуру.

## Історія

### Ранній османський період

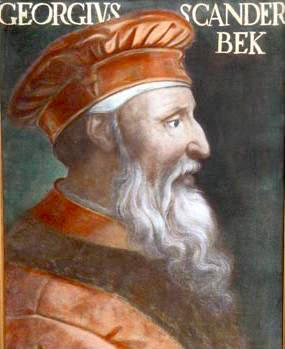
Скандербег (1405—1468)

Албанці почали переходити в іслам, коли вони стали частиною Османської імперії наприкінці XIV століття. Албанія відрізняється від інших регіонів на Балканах, таких як Болгарія та Боснія, тим, що до 1500-х років іслам залишався обмеженим членами кооптованої аристократії та рідкісними військовими форпостними поселеннями юрюків. На початку 1430-х років албанські феодали з північної та центральної Албанії кинули виклик османському правлінню, і османи відповіли двома військовими кампаніями. Албанські поразки призвели до того, що османи віддали багато землі тімарам Анатолії, а чверть — албанцям із еліти. Перше навернення частини албанської християнської еліти в іслам дозволило їм зберегти деякі попередні політичні та економічні привілеї та приєднатися до класу тімарів або власників маєтків сипахів, що з'являвся в новій османській системі.
Серед деяких із цих аристократичних діячів був Георгій Кастріоті (Скандербег), який, перебуваючи на службі в Османської імперії, прийняв іслам і пізніше під час північноалбанського повстання наприкінці XV століття, яке він ініціював, повернувся до християнства. Роблячи це, він також наказав іншим, які прийняли іслам або були мусульманськими колоністами, навернутися до християнства або зазнати смерті. Скандербег отримав військову допомогу від Неаполітанського королівства, яке надіслало в 1452 році Рамона д'Ортафу, який був призначений віце-королем Албанії і мав завдання підтримувати католицизм серед місцевого населення напротивагу ісламу. Під час конфліктів між Скандербегом і османами різноманітні битви та набіги підштовхнули султана Мехмета II до будівництва фортеці Ельбасан (1466) у низині, щоб протистояти опору, що надходить з гірських фортець. Під час повстання Скандербега багато мусульман і євреїв у районі Вльори було вбито, а деякі втекли до Італії чи Стамбула. До і після смерті Скандербега (1468 р.) частина албанської аристократії мігрувала до півдня Італії разом з деякою кількістю албанців, щоб уникнути османського завоювання, чиї нащадки все ще проживають у багатьох селах, де вони оселилися. Інше албанське повстання проти османського панування відбулося 1481 року.

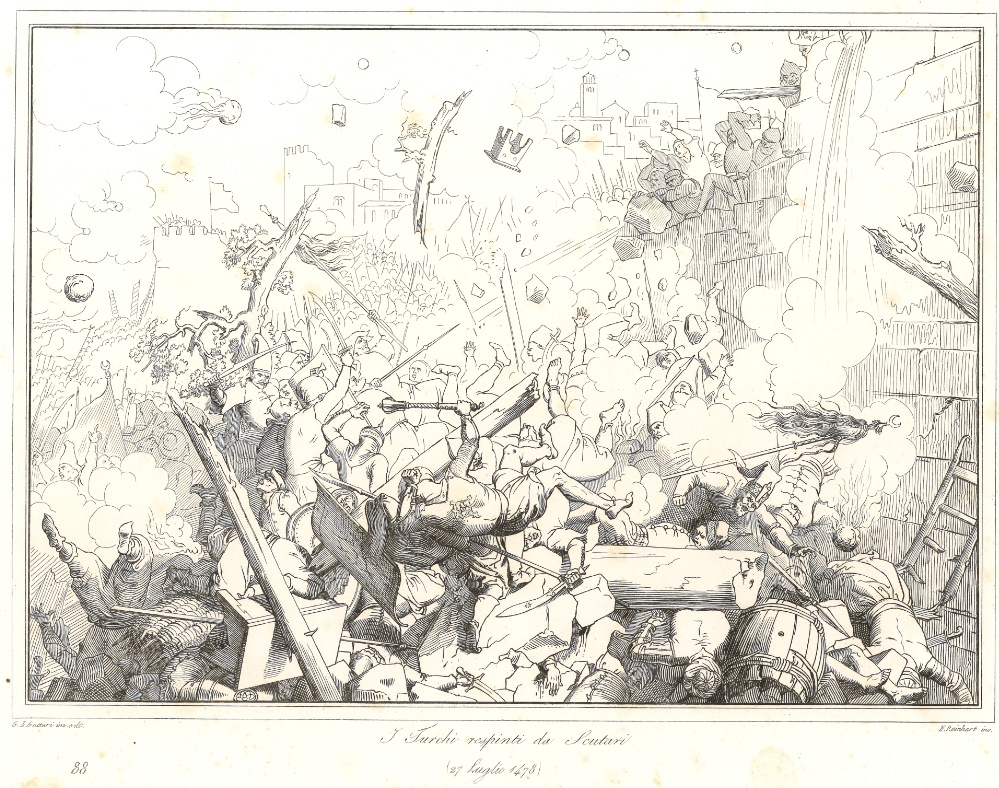
Облога Шкодера, 1478 рік

Навіть через довгий час після падіння Скандербега великі регіони албанської сільської місцевості часто повставали проти османського правління, часто несучи великі людські втрати, включаючи знищення цілих сіл. У 1570-х роках в Ельбасані та Реці почалися узгоджені зусилля османських правителів з навернення корінного населення в іслам, щоб зупинити виникнення сезонних повстань, а невдале повстання 1596 року серед католиків на Півночі передувало серії жорстких каральних заходів що спонукало до переходу в іслам. Пік ісламізації в Албанії припав набагато пізніше, ніж в інших ісламізованих або частково ісламізованих областях: дані османського перепису XVI століття показали, що санджаки, де жили албанці, залишалися переважно християнськими, а мусульмани становили не більше 5 % у більшості територій, тоді як у цей період мусульмани вже були зросла до значних пропорцій у частині Боснії (Боснія 46 %, Герцеговина 43 %, міське Сараєво 100 %), Північна Греція (Трікала 17,5 %), міська Македонія (Скоп'є та Бітола по 75 %) та Східна Болгарія (Сілістра 72 %, Чирмен 88 %, Нікополь 22 %). Пізніше, у ХІХ столітті, коли на більшій частині Балкан процес ісламізації припинився, він продовжував досягати значного прогресу в Албанії, особливо на півдні.
У ранній період османського правління території, що утворюють сучасну Албанію, були реорганізовані в адміністративну одиницю під назвою Санчак-і Арнавід або Санчак-і Арнавуд. Під час настання османського панування на мечеті перетворювали лише видатні церкви, що мали значне символічне значення чи культурну цінність міського поселення. Більшість перших мечетей, побудованих в Албанії, були здебільшого побудовані у фортецях для османських гарнізонів, іноді османськими султанами під час їхніх військових кампаній у регіоні, як-от мечеть Фатіха Султана Мехмета в Шкодері, Червона мечеть у Бераті та інші.

Як правило, османське правління в основному терпіло християнських підданих, але також дискримінувало їх, роблячи їх громадянами другого сорту з вищими податками та різноманітними юридичними обмеженнями, як-от неможливість судити мусульман, мати коней, мати зброю або мати будинки з видом на мусульмани. Хоча османська влада хронічно підозріло ставилася до католицизму, вона здебільшого дозволяла православній церкві безперешкодно функціонувати, за винятком певних періодів, коли церква була придушена шляхом вигнання єпископів та конфіскації майна та доходів. Протягом османського періоду більшість християн, а також більшість мусульман використовували певний ступінь синкретизму, все ще практикуючи різні язичницькі обряди; багато з цих обрядів найкраще збереглися серед містичних орденів, таких як Орден Бекташі.

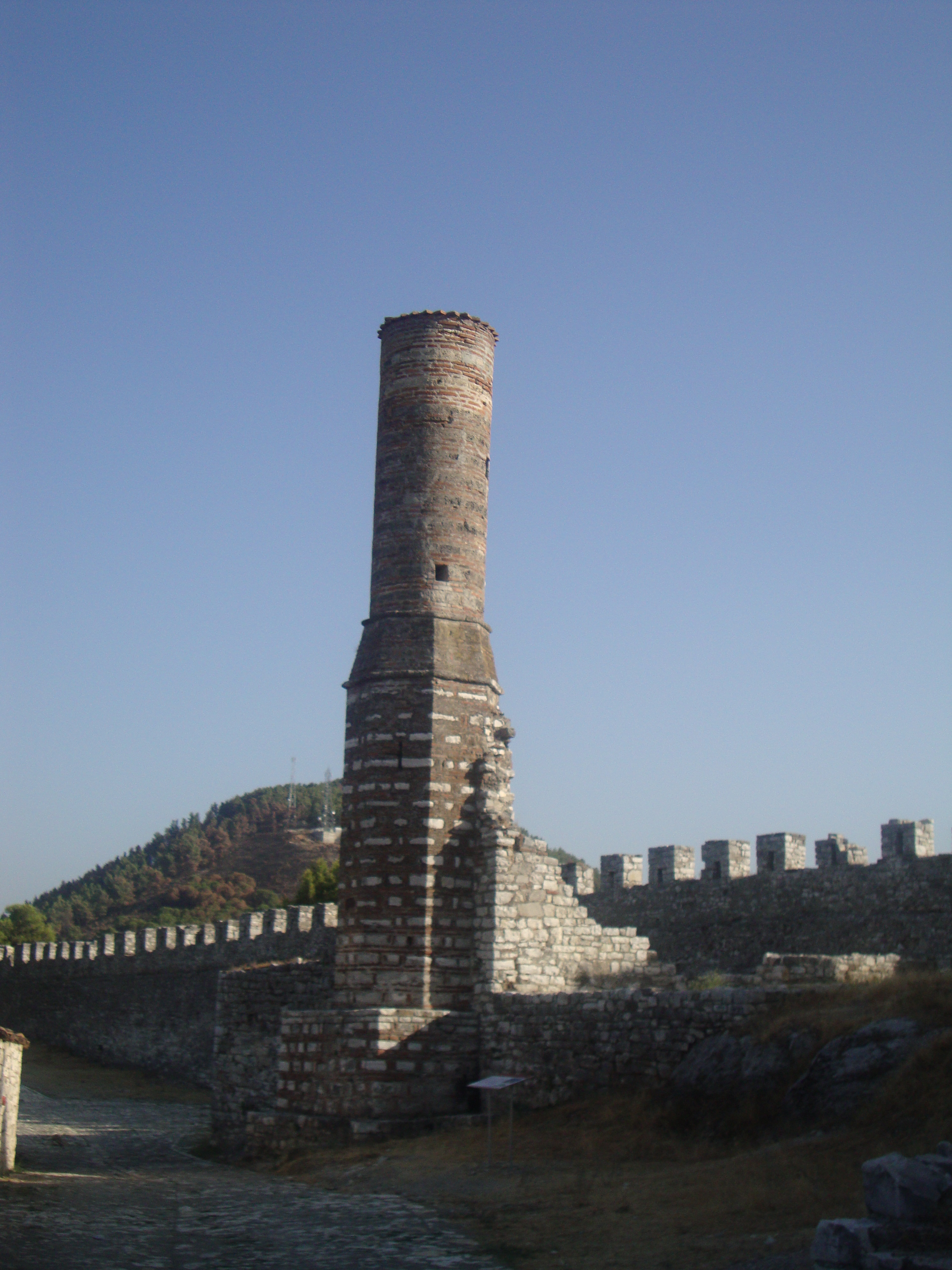
Зруйнована Червона мечетьу цитаделі, Берат.
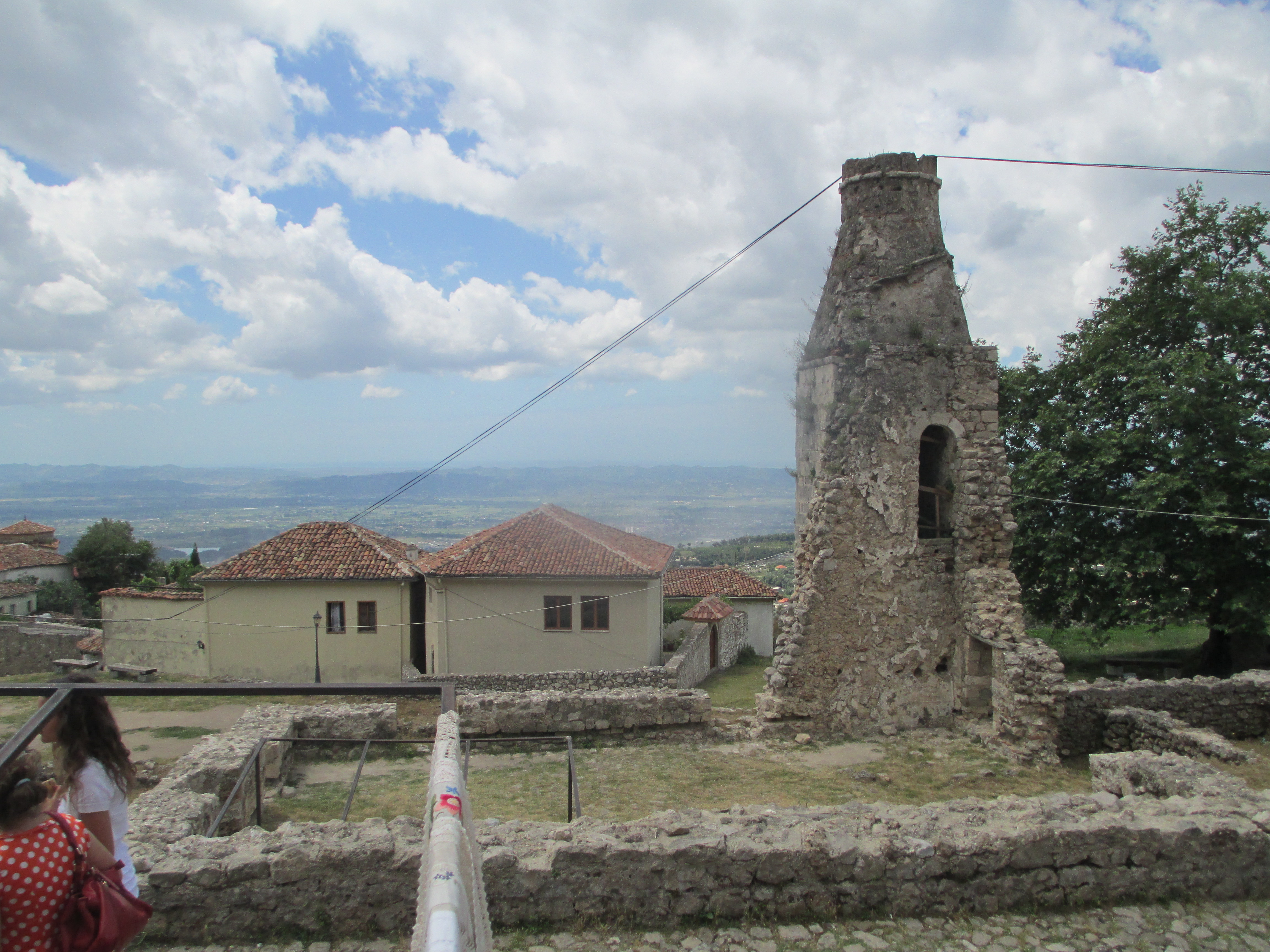
Зруйнована мечеть Фетхіє в цитаделі Крує.
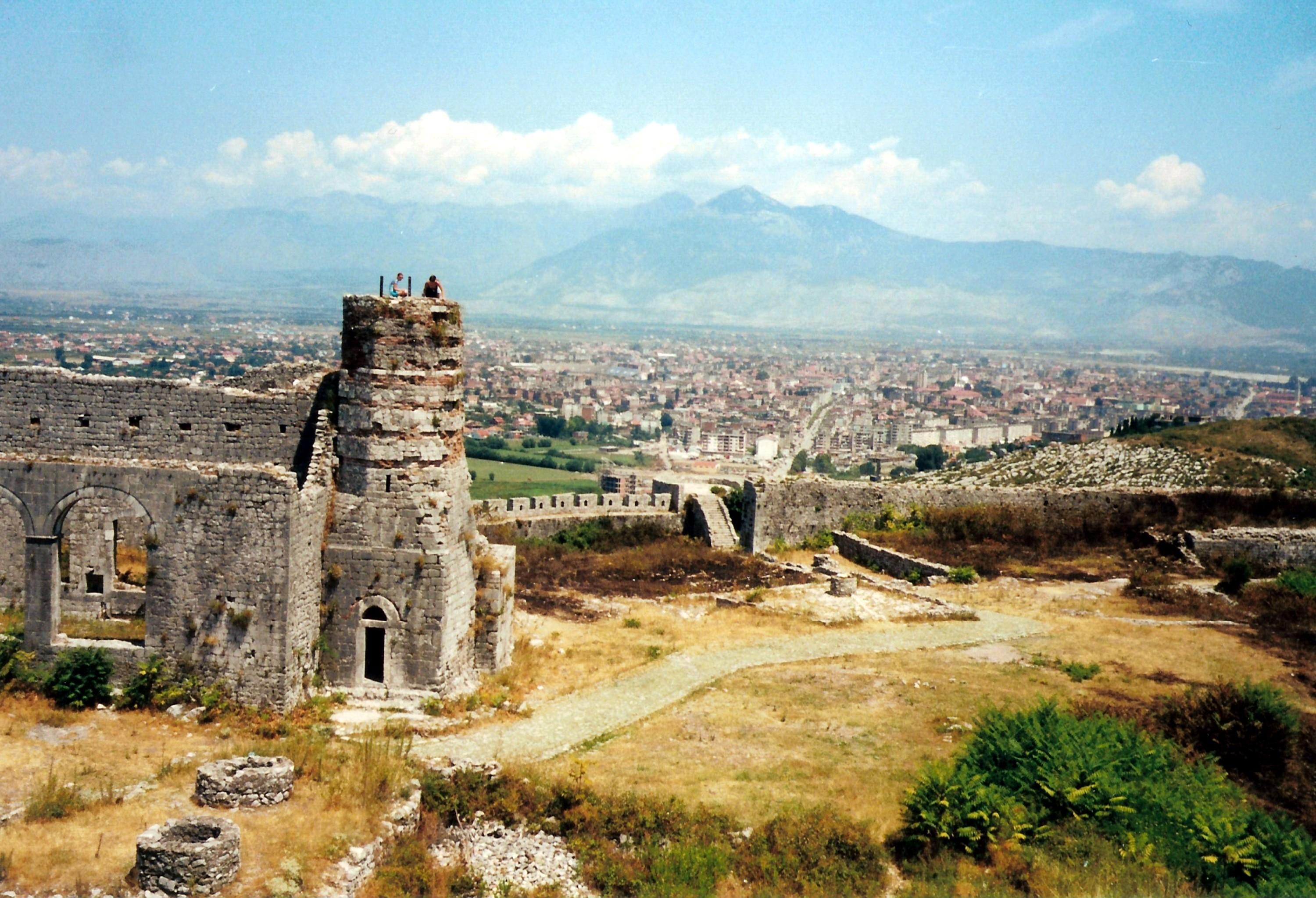
Зруйнована мечеть Фатіха Султана Мехмета у фортеці Розафа, Шкодер.

### Північна Албанія

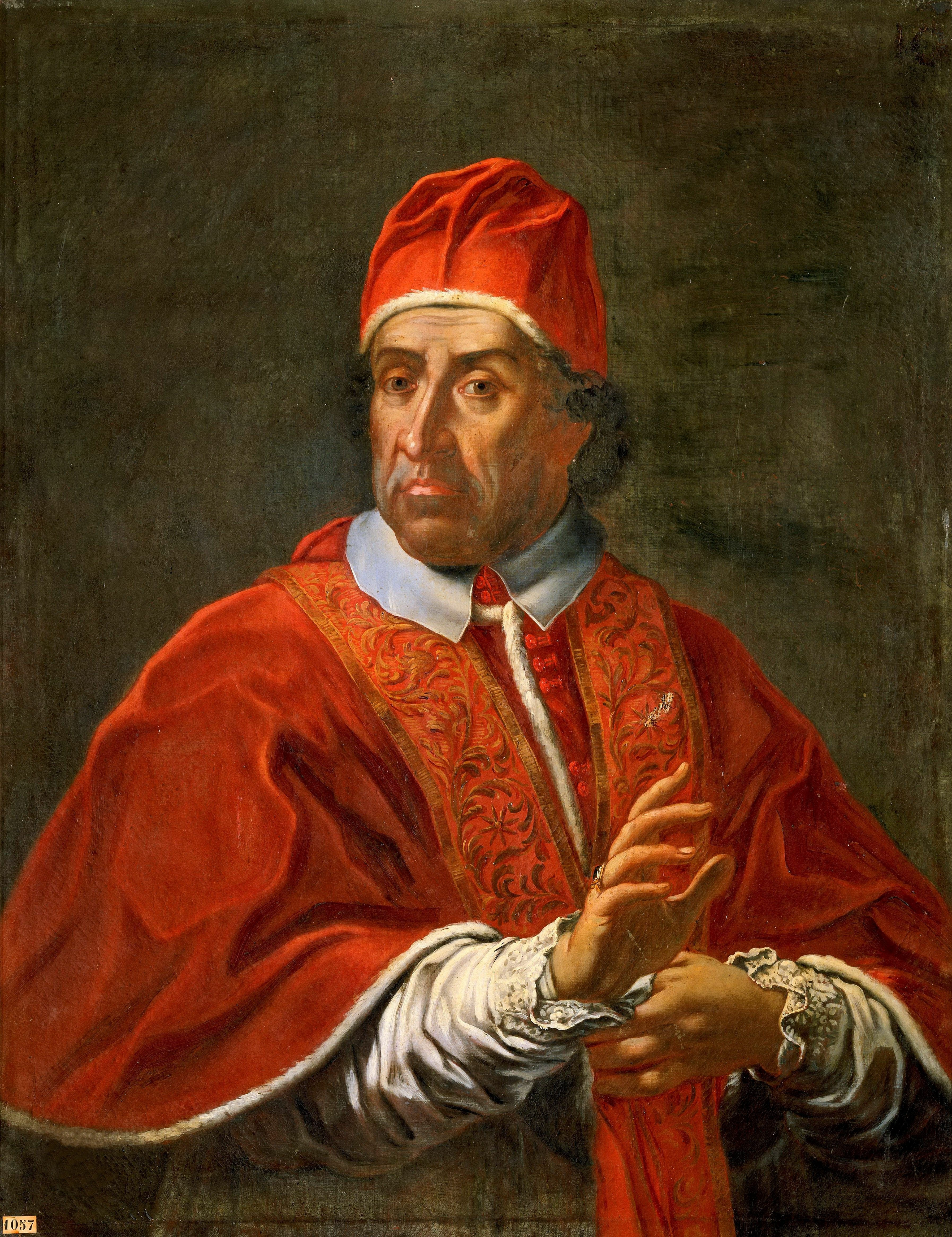
Папа Климент XI був папою з 1700 по 1721 рік. Народився в знатній родині Албані італійського та албанського походження і скликав Kuvendi i Arbënit, щоб зупинити навернення католицького населення.

Османське завоювання деяких північних міст у венеціанців відбувалося окремо від початкового завоювання Албанії місцевими феодалами. Такі міста, як Леже, впали у 1478 році, Шкодер у 1478—1479 роках і Дуррес у 1501 році, більшість їхнього християнського населення втекла. Протягом XVI століття міське населення цих міст стало переважно мусульманським. На півночі поширення ісламу відбувалося повільніше через опір римо-католицької церкви та гірську місцевість, яка сприяла приборканню мусульманського впливу в XVI столітті. Османське завоювання та територіальна реорганізація Албанії вплинули на католицьку церкву, оскільки церковні структури були знищені. У XVI столітті мусульманське населення санджаку Шкодер становило 4,5 % від загальної кількості, тоді як у Дукаджіні (на той час малонаселеному) було 0 %, а в Прізрені — 1,9 %.
Повстання католицьких албанців, часто в контексті османських воєн з католицькими державами Венеції та Австрії в XVIІ столітті, призводили до жорстоких репресій проти албанців-католиків, які повстали, що спонукало навернення до ісламу. У 1594 році Папа підняв невдале повстання серед албанців-католиків на Півночі, пообіцявши допомогу з Іспанії. Однак допомога не надійшла, і коли повстання було придушено в 1596 році, для покарання повстанців були застосовані османські репресії та сильний тиск з метою навернення в іслам. Різке зменшення відбулося протягом 1630-1670-х років, коли, наприклад, кількість католиків у єпархії Леже скоротилася на 50 %, тоді як у єпархії Пульт кількість католиків зросла з 20 000 до 4 045 прихильників, причому більшість прийняли іслам, а деякі прийняли православ'я.
Під час Великої австро-турецької війни лідери албанських католиків П'єр Богдані та Тома Распасані згуртували косовських албанських католиків і мусульман до проавстрійської справи. Після війни, коли Косово не опинилося у складі імперії Габсбургів, послідували жорстокі репресії. Велика кількість албанців-католиків втекла на північ, де багато хто «померли, одні від голоду, інші від хвороб» навколо Будапешта. Після втечі сербів паша Іпека (албанська Пея, сербська Печ) змусив католицьких албанців на півночі переселитися на безлюдні рівнини Південної Сербії та змусив їх прийняти там іслам.
Навернення серед католиків у громадах Північної Албанії передбачало, що чоловіки зовнішньо приймали іслам, часто щоб уникнути сплати податків та інших соціальних тисків, які в османській системі стосувалися чоловіків, тоді як жінки в домогосподарстві залишалися християнками. Чоловіки, навернені мусульманами, шукали дружин-християнок, щоб зберегти певний ступінь католицизму в родині. У 1703 році папа Климент XI, сам албанського походження, наказав скликати синод місцевих католицьких єпископів, які обговорювали проблеми навернення в іслам, які також погодилися відмовити в причасті крипто-католикам в Албанії, які зовнішньо сповідували іслам. Деякі албанці підтримували крипто-християнську культуру, відому як «ларамани». У Північній Албанії конфлікт зі слов'янами став додатковим фактором переходу в іслам. Розділення віри османської влади дозволило північним албанцям стати союзниками та рівними в імперській системі та отримати безпеку проти сусідніх православних слов'ян.
У деяких районах, прилеглих до сходу Північної Албанії, іслам став релігією більшості швидше: наприклад, офіційна османська статистика нахії Тетова на кордоні з Македонією (яка мала змішане албансько-слов'янсько-турецьке населення) показують, що мусульманські сім'ї вперше перевищили кількість християнських сімей у 1545 році, коли мусульманських сімей було на 2 більше, ніж християнських, а 38 мусульманських сімей нещодавно навернулися з християнства., тоді як в Опожі в Косово поблизу Прізрена показано, що мусульмани мають більшість у 1591 році.

### Центральна Албанія

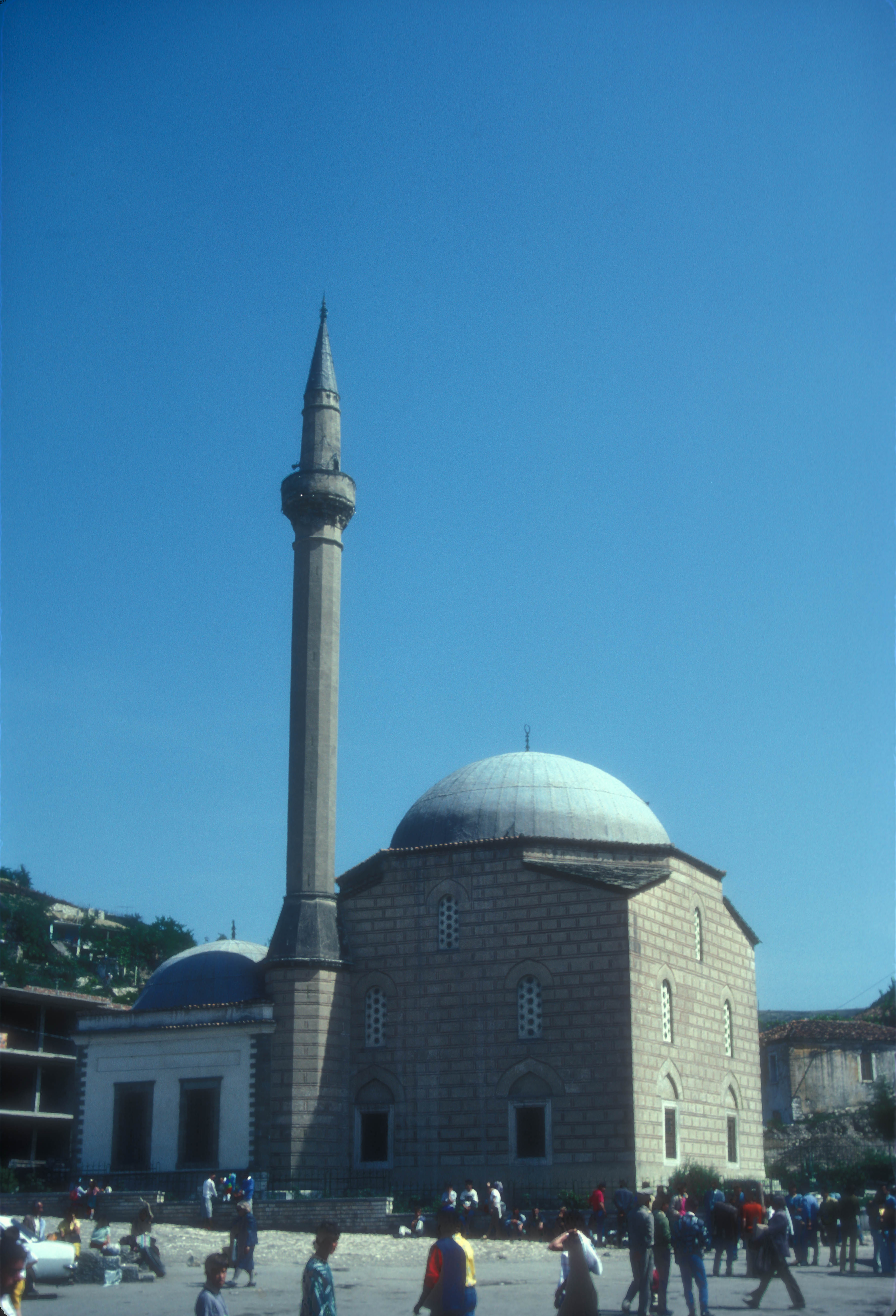
Свинцева мечеть XVI століття в Бераті

Центральна Албанія, що складалася з рівнин і була проміжною територією між північною та південною Албанією, була вузлом старої Егнатієвої дороги, яка з'єднувала комерційні, культурні та транспортні зв'язки, які підлягали прямому адміністративному контролю Османської імперії та релігійному мусульманському впливу. Таким чином, навернення в іслам більшої частини центральної Албанії значною мірою пояснюється роллю, яку відіграло її географічне положення в соціально-політичному та економічному становищі регіону.
Офіційне османське визнання православної церкви призвело до того, що до кінця XVIII століття до православного населення ставилися терпимо, а традиціоналізм церковних установ уповільнив процес навернення албанців до ісламу. Православне населення центральної та південно-східної Албанії перебувало під церковною юрисдикцією Охридського православного архієпископства, тоді як південно-західна Албанія підпорядковувалася Константинопольському патріархату через митрополію Яніни. Розбіжності між албанцями-християнами центральної Албанії та охридськими архієпископами призвели до навернення до ісламу бекташі, який був привабливим для всіх, але мало наполягав на дотриманні ритуалів.
На початку XVI століття албанські міста Гірокастра, Каніна, Дельвіна, Вльора, Корча, Кельцюра, Пермет і Берат все ще були християнськими, а наприкінці XVI століття Вльора, Пермет і Гімара все ще були християнськими, тоді як Гірокастра дедалі більше ставала мусульманською. На початку XVI століття санджак Ельбасан, як повідомлялося, мав 5,5 % мусульманського населення, що на той час було найбільшим серед усіх санджаків, населених албанцями. У 1570 році османська влада намагалася навернути неспокійне християнське населення Ельбасану та Реки. Грецький мандрівник повідомив, що в околицях Дурреса через ісламізацію більше немає православних. Протягом XVI століття навернення до ісламу в містах Албанії відбувалося повільно, оскільки лише 38 % міського населення стали мусульманами. Місто Берат з 1670 року стало переважно мусульманським, і його перетворення частково пояснюється відсутністю християнських священиків, які могли б надавати релігійні послуги.

### Південна Албанія
У XVI столітті у санджаку Влора було виявлено 1,8 % мусульман, а в санджаку Охрид — 1,9 %. Однак саме наприкінці XVIII століття православні албанці у великій кількості перейшли в іслам через російсько-турецькі війни того періоду та такі події, як спровоковане Росією Орловське повстання (1770 р.), що змусило османів розглядати православне населення як союзників Росії. Коли деякі православні албанці повставали проти Османської імперії, Порта реагувала, а іноді й застосовувала силу, щоб навернути православних албанців в іслам, а також впроваджувала економічні заходи для стимулювання релігійного навернення. До 1798 року різанина, вчинена Алі-пашою, напівнезалежним правителем Янінського пашалика, у прибережних православних албанських селах Шенвасил і Нівіце-Бубар, призвела до ще однієї значної хвилі навернення православних албанців до ісламу. У ХІХ столітті Албанія в цілому, а особливо Південна Албанія, була помітною як рідкісний регіон на Османських Балканах, де через ісламізацію християнське населення все ще втрачало значну кількість прихильників; єдиним іншим таким регіоном, де спостерігалося подібне зменшення християнського населення, була Добруджа.
Протягом цього часу в деяких районах стався конфлікт між новонаверненими албанцями-мусульманами та православними албанцями. Приклади включають прибережне село Борш, яке 1744 року атакувало село Пікерас, змусивши деяких втекти за кордон до таких місць, як південна Італія. Інші території, такі як 36 сіл на північ від району Погоні, були перетворені в 1760 році, після чого відбувся напад на православні села в районах Колоньє, Лесковік і Пермет, в результаті чого багато поселень були пограбовані та зруйновані. Наприкінці XVIII століття соціально-політичні та економічні кризи разом із номінальним контролем османського уряду призвели до місцевого бандитизму та загонів мусульманських албанців, які вчинили набіги на поселення арумунів, греків та православних албанців, розташовані сьогодні в межах сучасної Албанії та за її межами. В Албанії ці набіги досягли кульмінації у Віткуку, переважно православному албанському центрі, Москополе (алб. Voskopojë), переважно ароманському центрі, обидва з грецькою літературною, освітньою та релігійною культурою, а також інші менші населені пункти були зруйновані. Ці події підштовхнули деяких арумунів і православних албанців до міграції в такі місця, як Македонія, Фракія тощо.
Деякі православні особи, відомі як новомученики, намагалися зупинити хвилю навернення в іслам серед православного албанського населення і були при цьому страчені. Помітним серед цих осіб був Косма Етолійський (помер у 1779 р.), грецький монах і місіонер, який подорожував і проповідував далеко в Круйє, відкрив багато грецьких шкіл до того, як був звинувачений як російський агент і страчений османською мусульманською албанською владою. Косма виступав за грецьку освіту та поширення грецької мови серед неписьменних християн негрекомовних народів, щоб вони могли розуміти Святе Письмо, літургію і таким чином залишатися православними, тоді як його духовне послання шанується серед сучасних православних албанців.

### Інші фактори для зміни віри

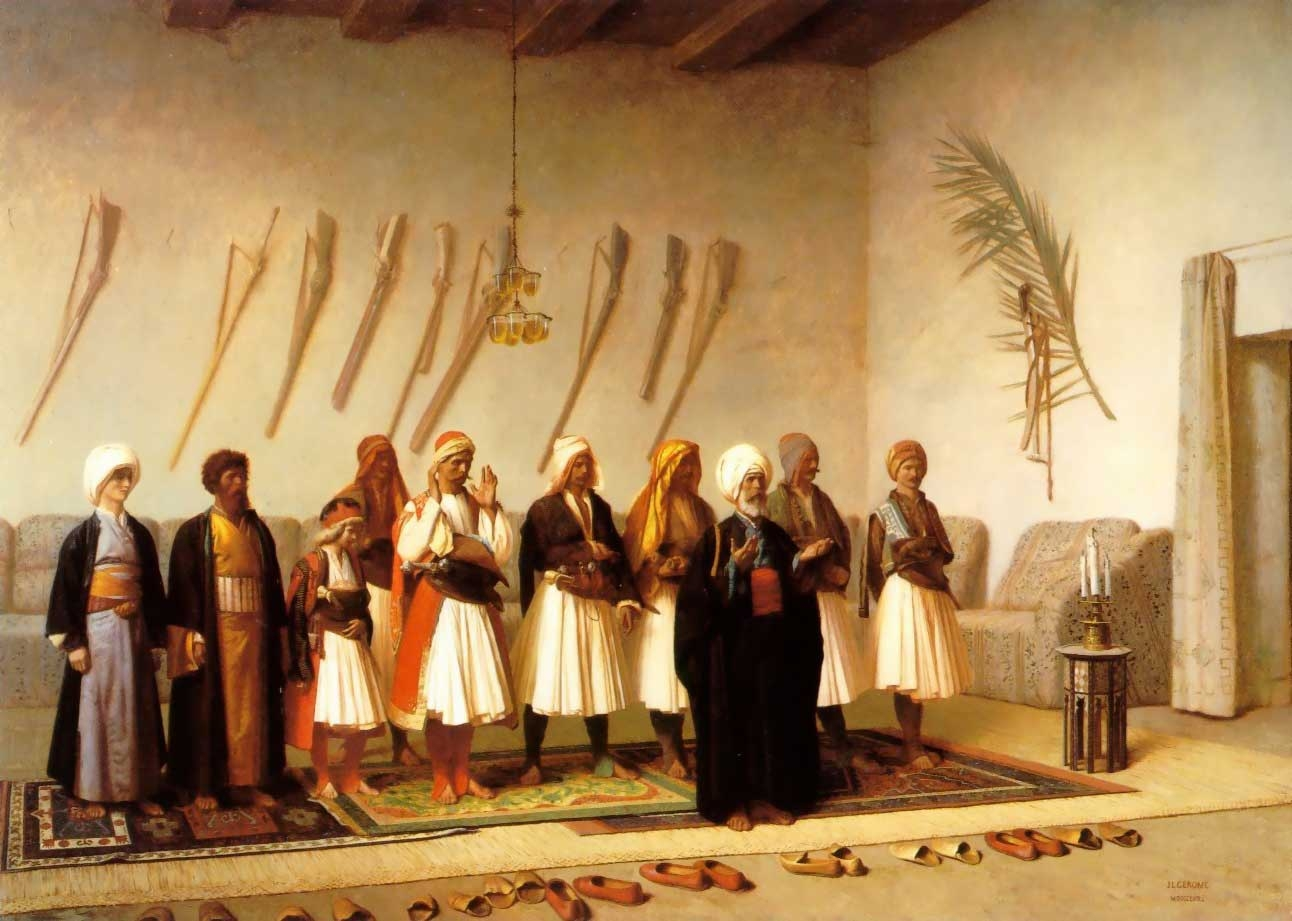
Молитва в домі арнаутського вождя, Жан-Леон Жером (1857)

Інші навернення, як-от у регіоні Лаберія, відбулися через церковні справи, коли, наприклад, під час голоду місцевий єпископ відмовився надати перерву в пісті, щоб споживати молоко, погрожуючи пеклом. Навернення до ісламу також здійснювалося з економічних міркувань, що пропонувало вихід із важких податків, таких як джизія або подушний податок, та інших важких османських заходів, накладених на християн, відкриваючи можливості, такі як накопичення багатства тощо. У часи конфліктів між мусульманами та християнами місцеві інтереси, такі як захист сім'ї, переважали над бойовими діями, що змушувало османів відмовляти албанцям-мусульманам у носінні зброї, оскільки часто албанці-християни приймали іслам, щоб отримати право на зброю, а потім використовували її проти османів. Іншими численними факторами, які призвели до навернення в іслам, були бідність церкви, неписьменне духовенство, відсутність духовенства в деяких областях і богослужіння не албанською мовою. Крім того, здатність православних албанців протистояти наверненню в іслам послабила залежність єпископства Дурреса та південної Албанії від Охридського архієпископства, що занепадало, частково через симонію.
Криптохристиянство траплялося по всій Албанії в таких регіонах, як Шпат, серед населення, яке нещодавно перейшло з католицизму та православ'я на іслам. Гора, прикордонний регіон, що охоплює сучасну північно-східну Албанію та південне Косово, мав слов'янське православне населення, яке прийняло іслам у другій половині XVIII століття через скасування сербської Пецької патріархії (1766) та наступні нестабільні церковні структури. Роми прибули до Албанії десь у XV столітті, а ті з них, хто були мусульманами, стали частиною місцевого мусульманського османського суспільства.

### Албанці-мусульмани та широкий османський світ
Іслам був тісно пов'язаний з державою, що зробило Османську імперію ісламською державою, в якій релігійне право збігалося з державним, і лише мусульмани мали повні громадянські права, тоді як етнічна чи національна приналежність не бралася до уваги. У центрі та на півдні до кінця XVII століття міські центри в основному прийняли релігію зростаючої мусульманської албанської еліти. Будівництво мечетей в Албанії суттєво зросло з XVII століття з приходом великої кількості новонавернених албанців-мусульман. Старий албанський аристократичний правлячий клас прийняв іслам, щоб зберегти свої землі. До XVIIІ століття виник клас місцевих аристократичних албанських мусульманських знатних осіб. Існування цього класу як паш і беїв в цей період, що мали військову службу як солдати і найманці, а також могли приєднатися до мусульманського духовенства, відігравало все більш важливу роль в політичному та економічному житті Османської імперії, що стало привабливим варіантом кар'єрного зростання для багатьох албанців. Залежно від своєї ролі, ці люди в мусульманському албанському суспільстві досягли поважного становища, оскільки вони виконували адміністративні завдання та підтримували безпеку в міських районах, а іноді були нагороджені Османською державою високими титулами та посадами. Албанці, як такі, також були представлені у значній кількості при імперському османському дворі. Поряд з християнами багато албанців-мусульман були бідними і частково кріпаками, які працювали на землі нової землевласницької османської албанської еліти, в той час як інші знаходили роботу в бізнесі, як ремісники та на інших роботах.
Османські правителі та феодальне суспільство заохочували і захищали сунітський іслам, що призвело до підтримки і поширення суфійських орденів дервішів, які вважалися більш ортодоксальними в балканському регіоні. Першим із них був орден Бекташі, які вважалися сунітами через спільні правові традиції, хоча звичайні мусульмани розглядали їх як шиїтів через езотеричні практики, такі як шанування Алі, Хасана, Хусейна та інших відомих мусульманських діячів.

Під час османського правління албанське населення частково і поступово почало переходити в іслам через вчення бекташизму, частково для того, щоб отримати переваги в османських торгових мережах, бюрократії та армії. Декілька албанців стали частиною османського правлячого класу та отримали високе становище, де їхній вплив зрештою перевищив вплив босняків. Багато албанців були завербовані до османського девшірме та яничар, причому албанське походження мали 42 великих візирів Османської імперії. Найвидатнішими албанцями під час османського панування були Коджа Давуд Паша, Хамза Кастріоті, Ільяз Ходжа, Кепрюлю Мехмед-Паша, Алі-Паша, Едхем-Паша, Ібрагім-Паша з Берата, Кепрюлю Фазіл Ахмед, Мухаммед Алі з Єгипту, Кара Махмуд Бушаті та Ахмет Курт-Паша. У цьому контексті служби в армії та в як адміністратори стосунків албанців-мусульман з османами часом були співпрацею та взаємною вигодою.

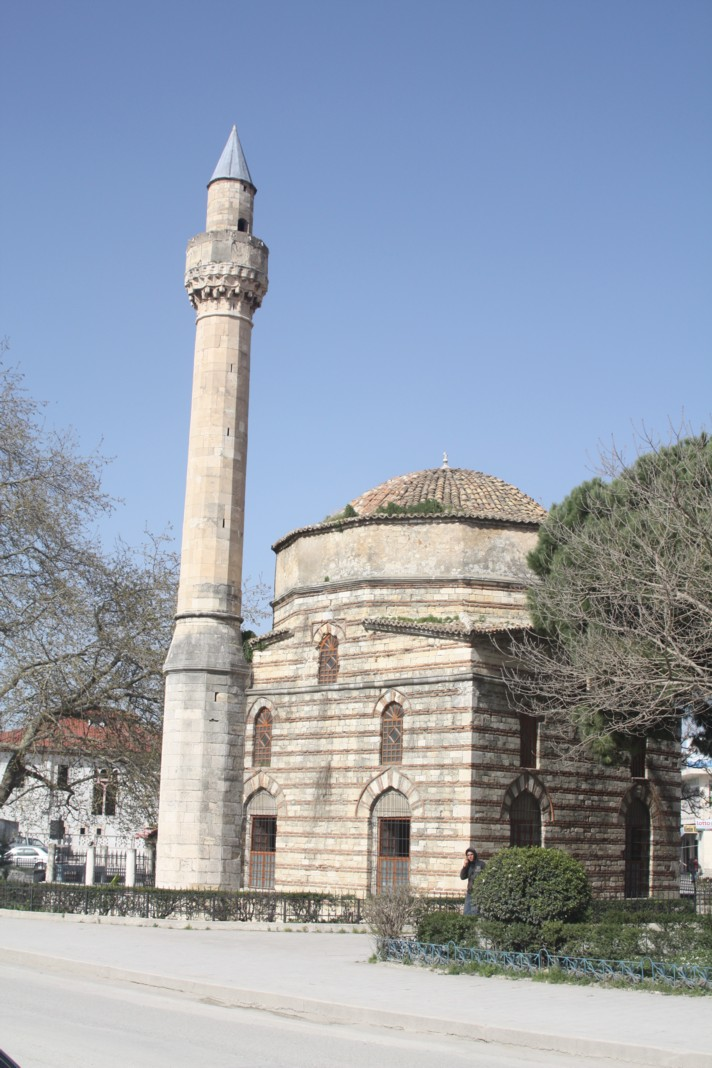
Мечеть Мурадіє у Вльори.
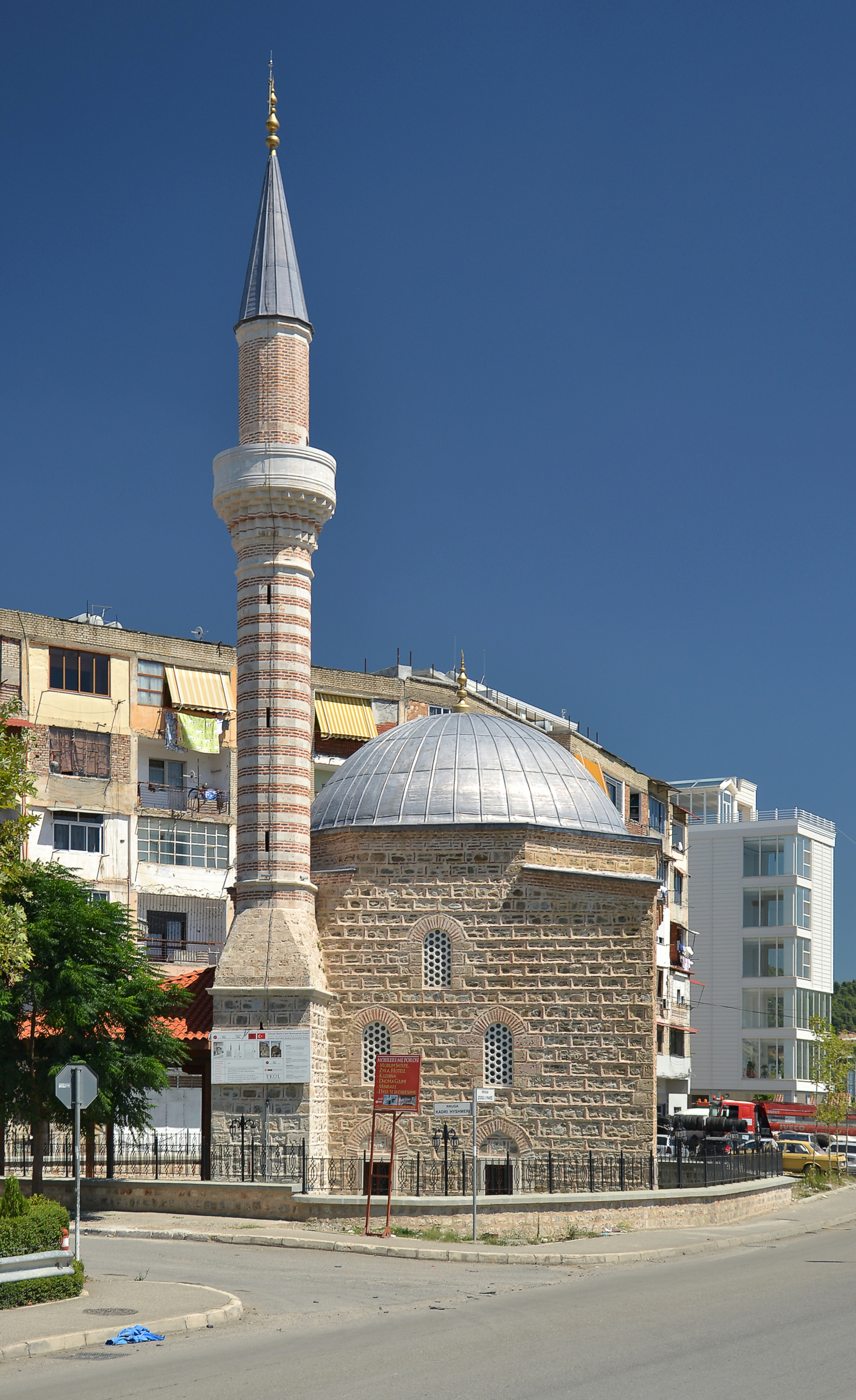
Мечеть Назіреша в Ельбасані.
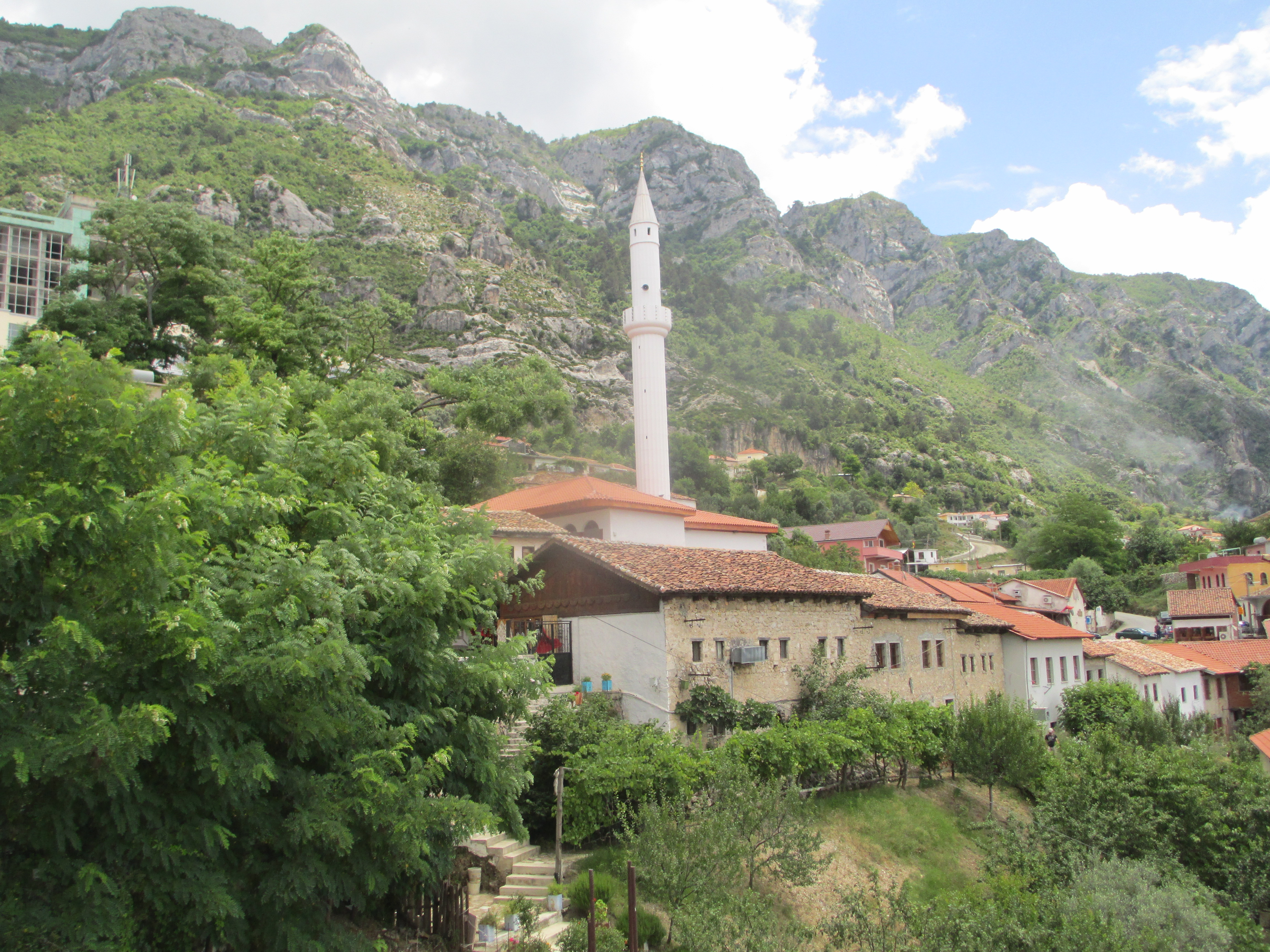
Базарна мечеть у Круї.
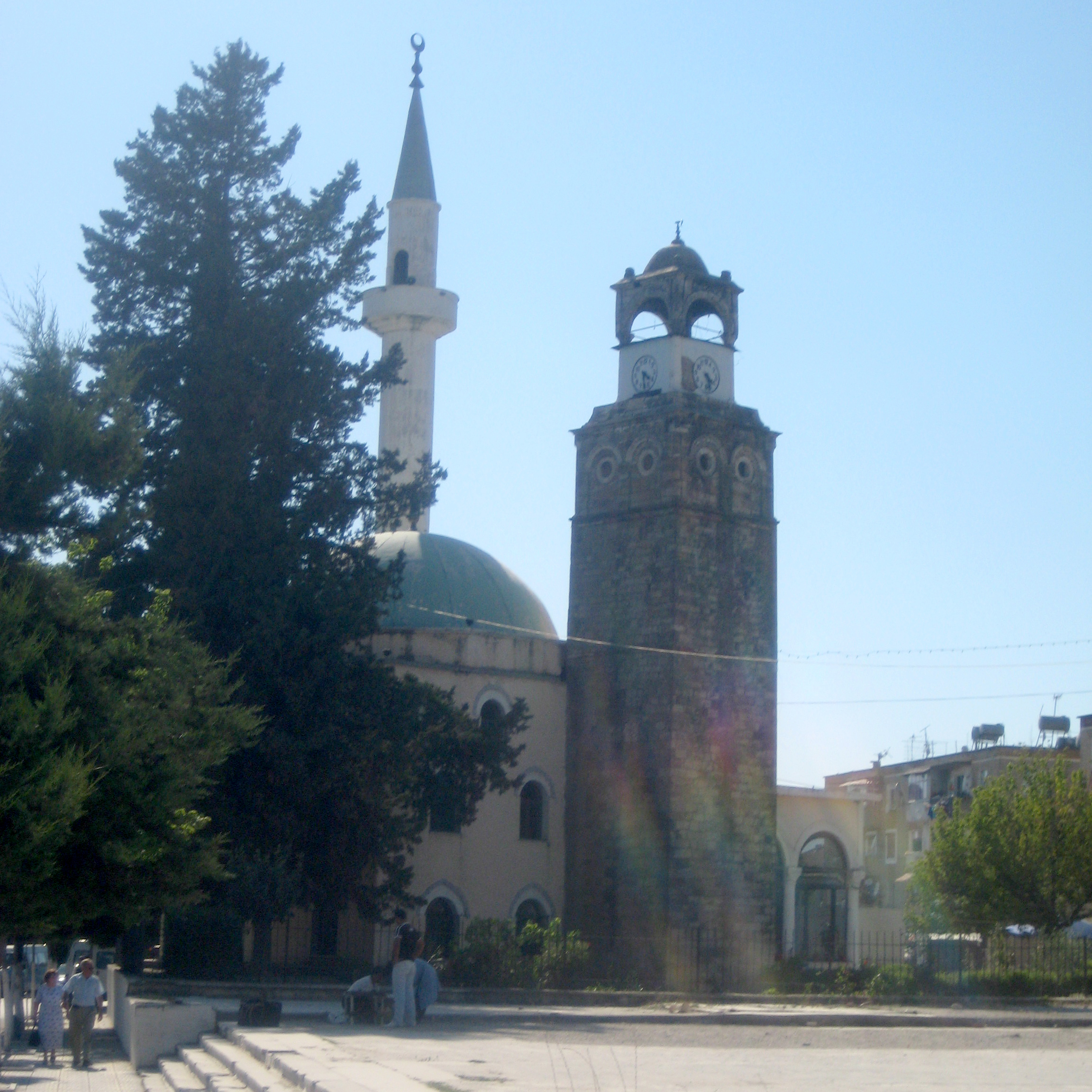
Годинникова мечеть у Пекіні.
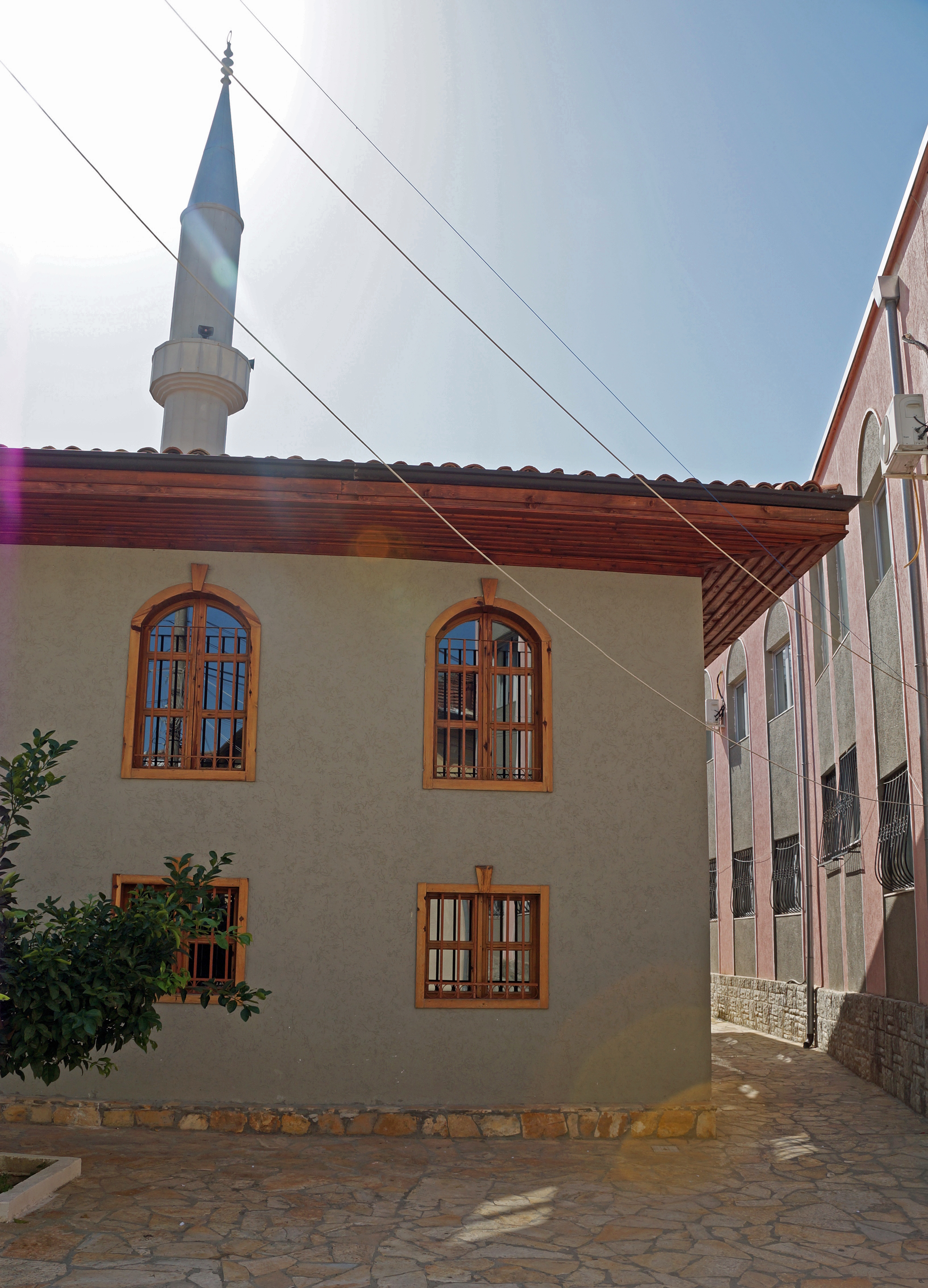
Мечеть Фатіх в Дурресі.
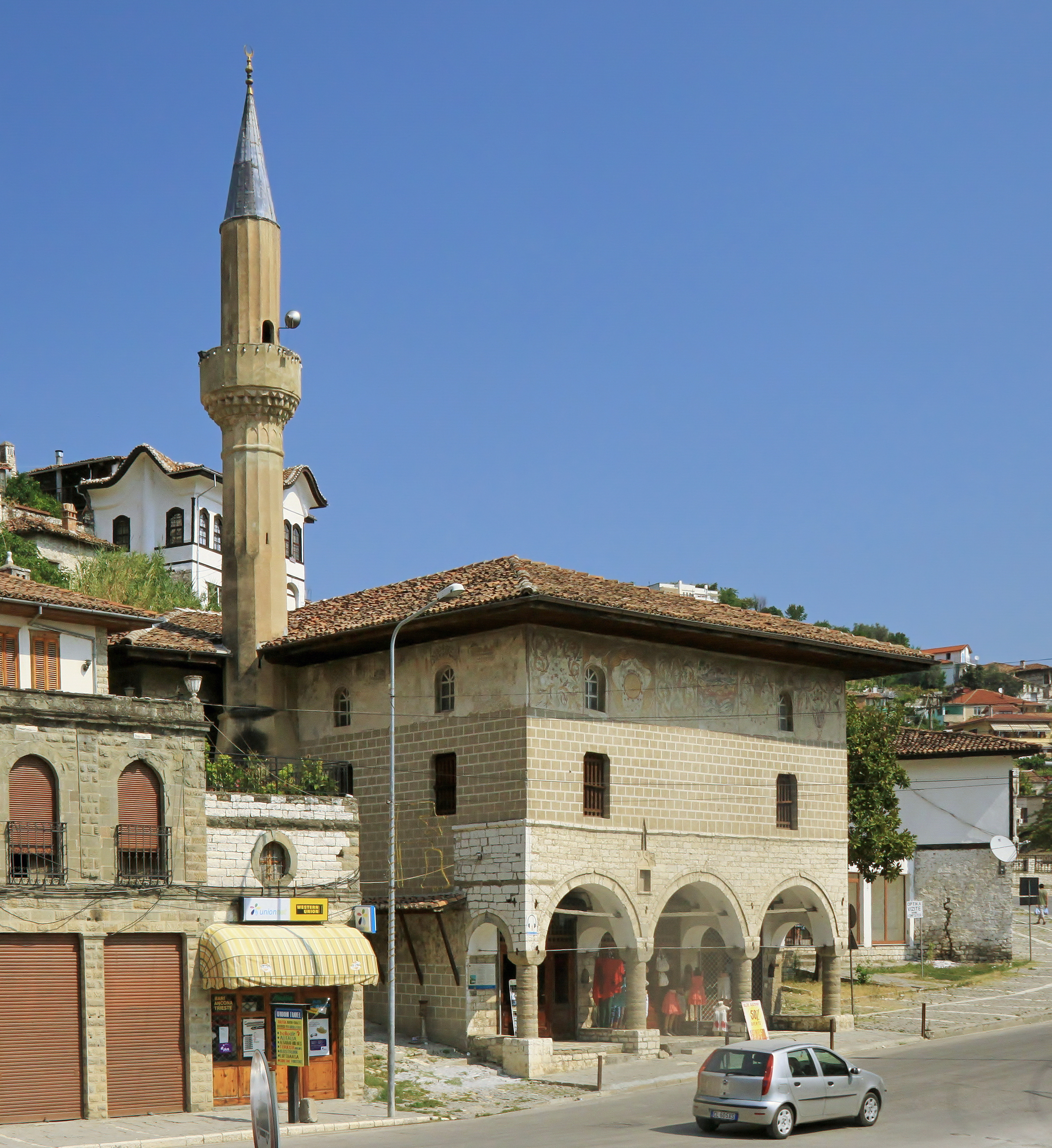
Королівська мечеть у Бераті.

### Мусульманські віросповідання та секти
Крім тих, хто був пов'язаний з ісламом сунітський толка, мусульмани Албанії в період Османської імперії належали до кількох суфійських орденів. У XVII столітті орден Кадірі поширився в міських районах і був пов'язаний з гільдіями міських робітників, а у XVIII столітті Кадірі поширився на центральну Албанію і, зокрема, на гірський регіон Дібер. Кадірійці внесли свій внесок у розвиток економіки, а в районі Дібера — і в соціально-політичне середовище, в якому вони базувалися. Орден Галветі, який конкурував з бекташами за прихильників і базувався на півдні та північному сході Албанії. Іншими суфійськими орденами були Руфаї, Мевлеві та інші. Найвідомішими з них в Албанії були і залишаються Бекташі, містичний орден дервішів, що належить до шиїтського ісламу, який прийшов до Албанії за часів Османської імперії, вперше принесений яничарами у XV столітті. Однак поширення бекташизму серед албанського населення відбулося в XVІІІ і головним чином на початку ХІХ століть, особливо у володіннях Алі-паші, який, як вважають, сам був бекташі. Суфійські дервішф з таких віддалених місць, як Хорасан і Анатолія, прибували, навернювали, набували учнів, і з часом була створена мережа текке, які стали центрами суфізму в таких регіонах, як Скрапар і Деволл. Деякі з найбільш відомих теке в Албанії проживали в таких поселеннях, як Гірокастра, Мельчан, Круя та Фрашер.На початку ХХ століття албанці сформували значну кількість дервішів ордену бекташі за межами Балкан, навіть у текке суфійського святого Хаджі Бекташа в Анатолії та Єгипті. Суфійські ордени, зокрема бекташі, пов'язують християнських святих та їхні місцеві святині з суфійськими святими, створюючи синтез і синкретизм релігійного вшанування та присутності. Для албанців, які прийняли іслам, бекташизм з його великими релігійними свободами та синкретизмом часом розглядався як більш привабливий варіант, ніж сунітський Іслам. Консервативні мусульмани вважають секту бекташі єретичною. Традиційно бекташі зустрічаються у значній кількості на півдні Албанії та меншою мірою в Центральній Албанії, тоді як інші велика частина мусульманського населення належить до ісламу сунітського спрямування.

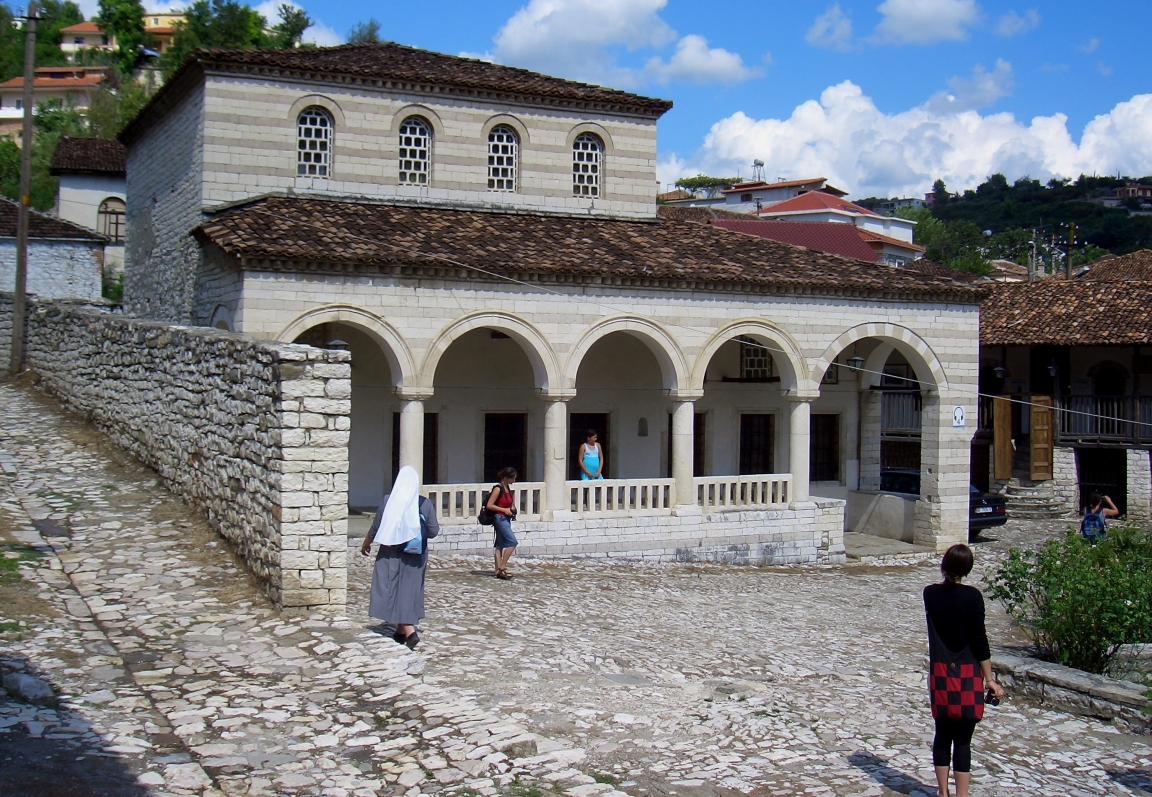
Теке в Бераті суфійського ордена Халвети (збудований 1782 р.).
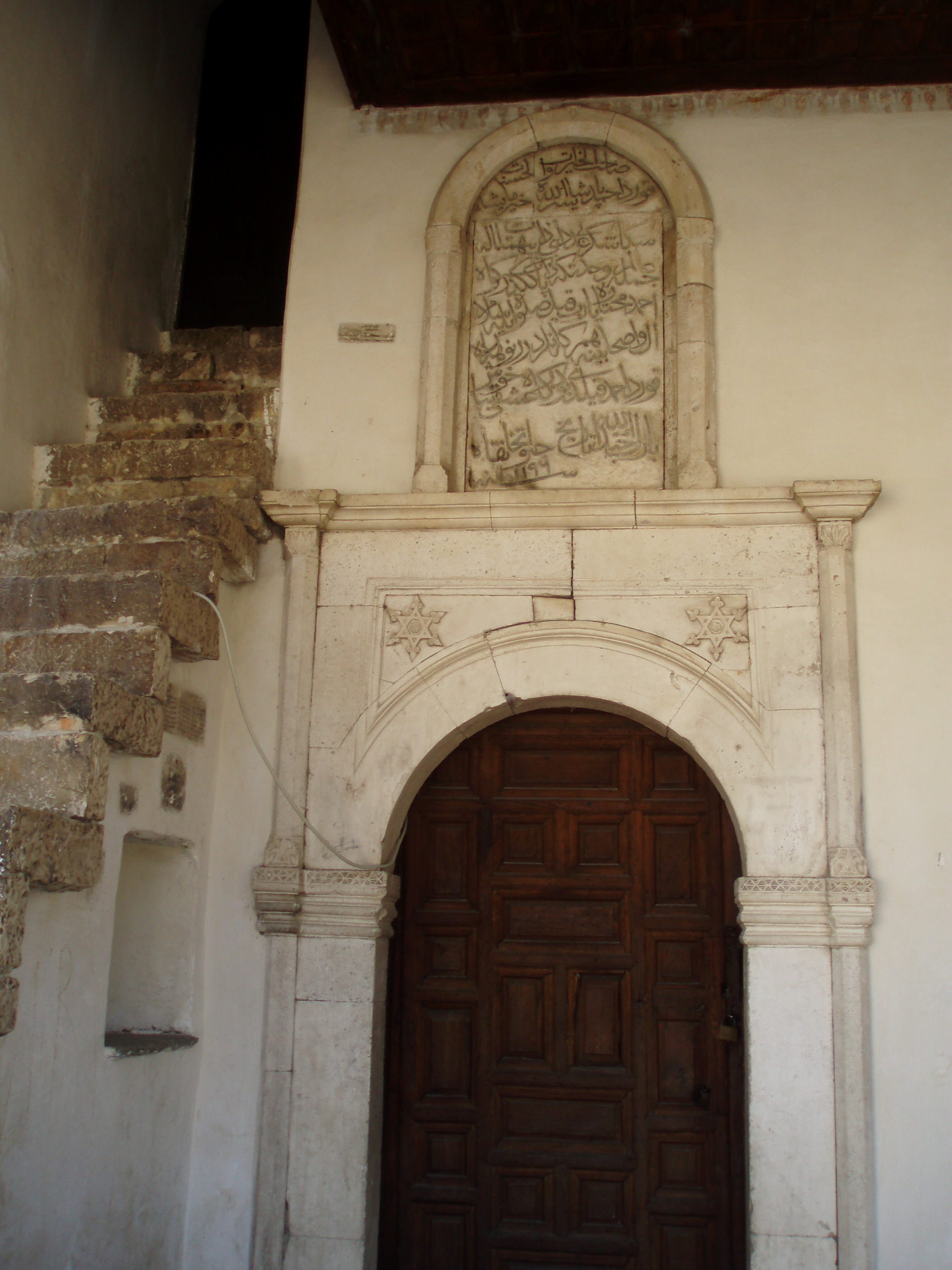
Напис арабським шрифтом над дверима в Халветі теке, Берат.
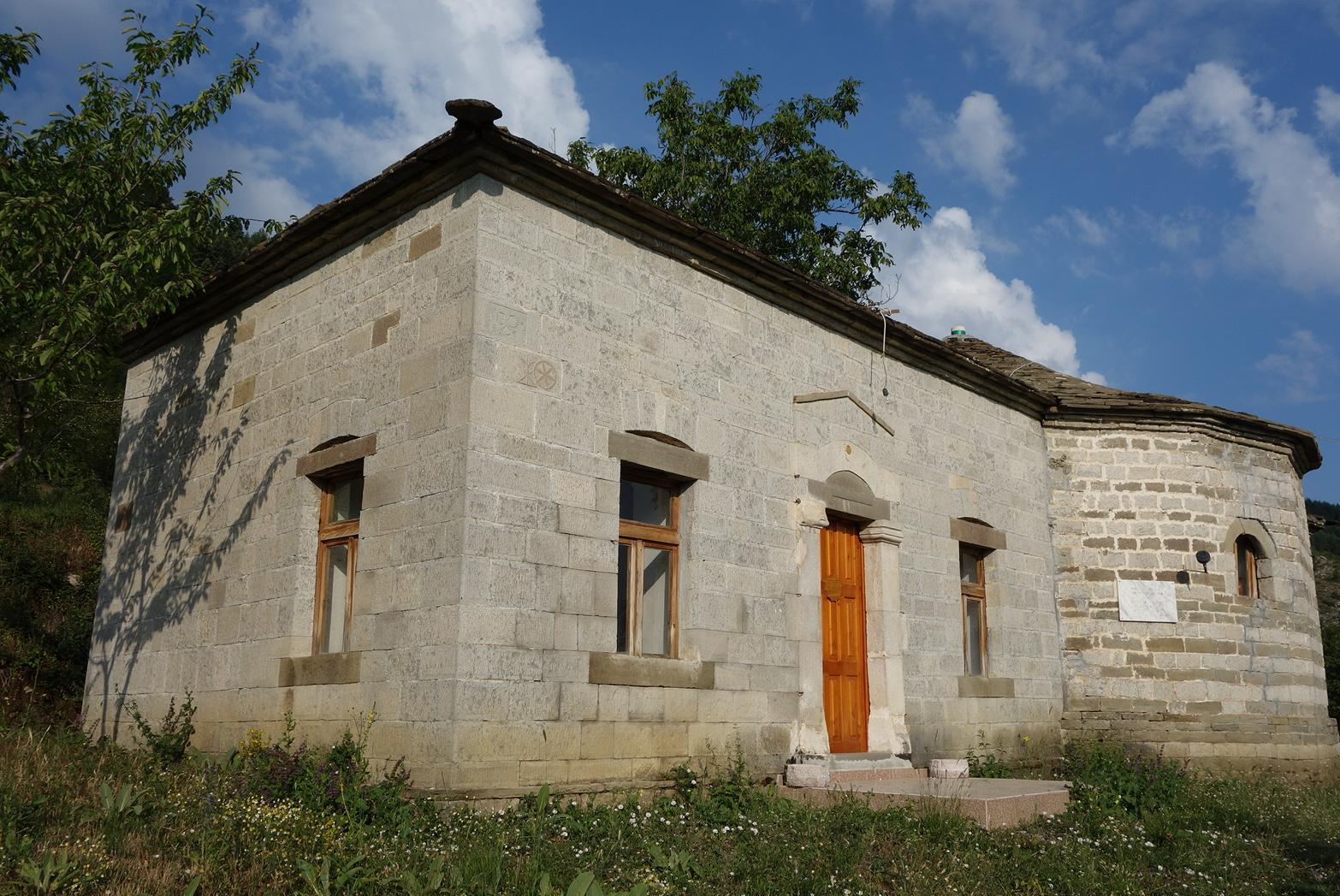
Бекташі Теке уФрашери.
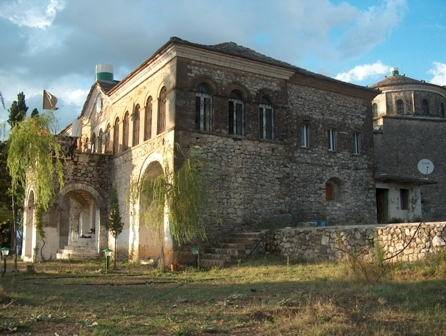
Мелані теке Бекташі в Гірокастрі.
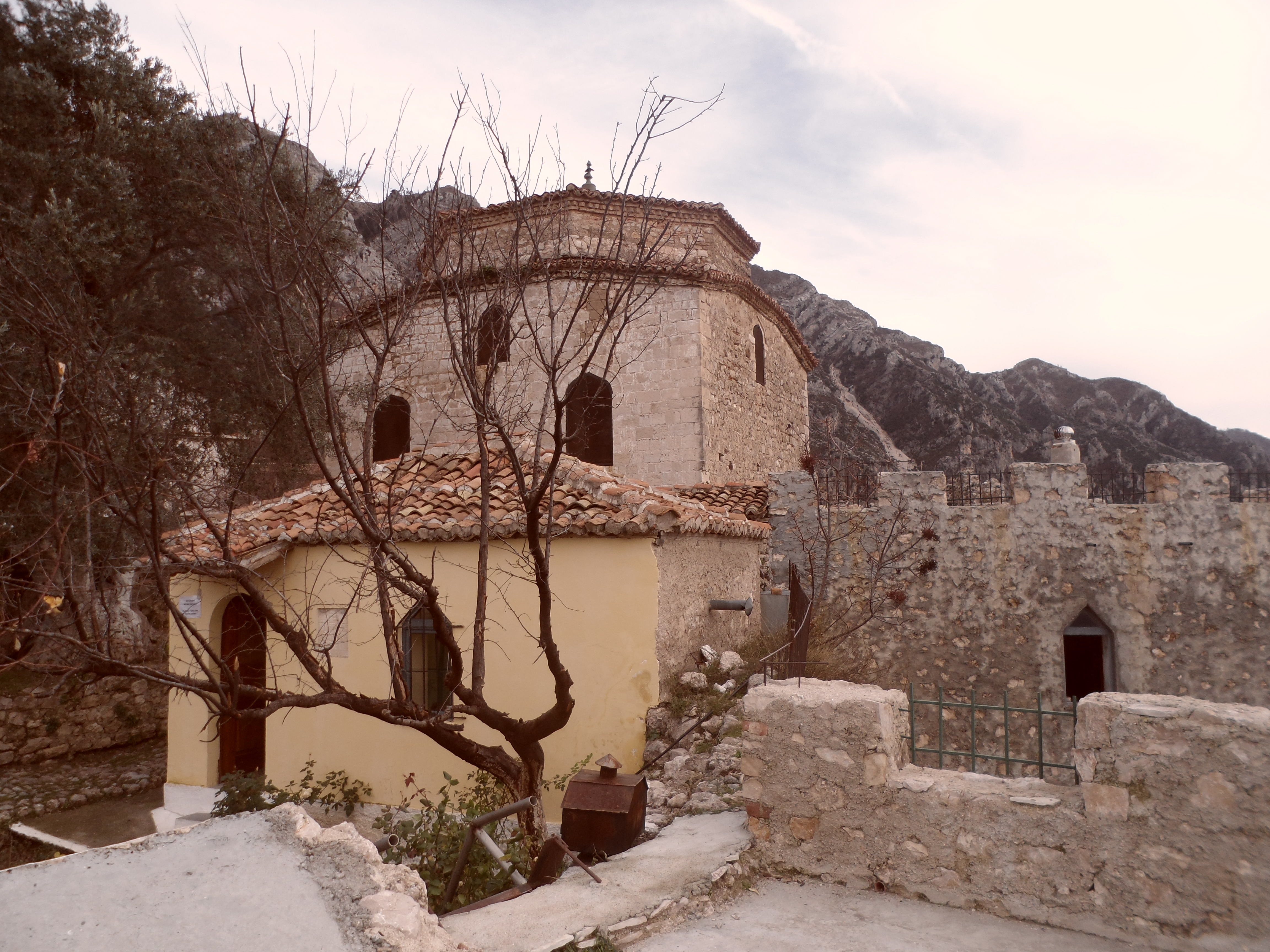
Доллма Теке в Круї.
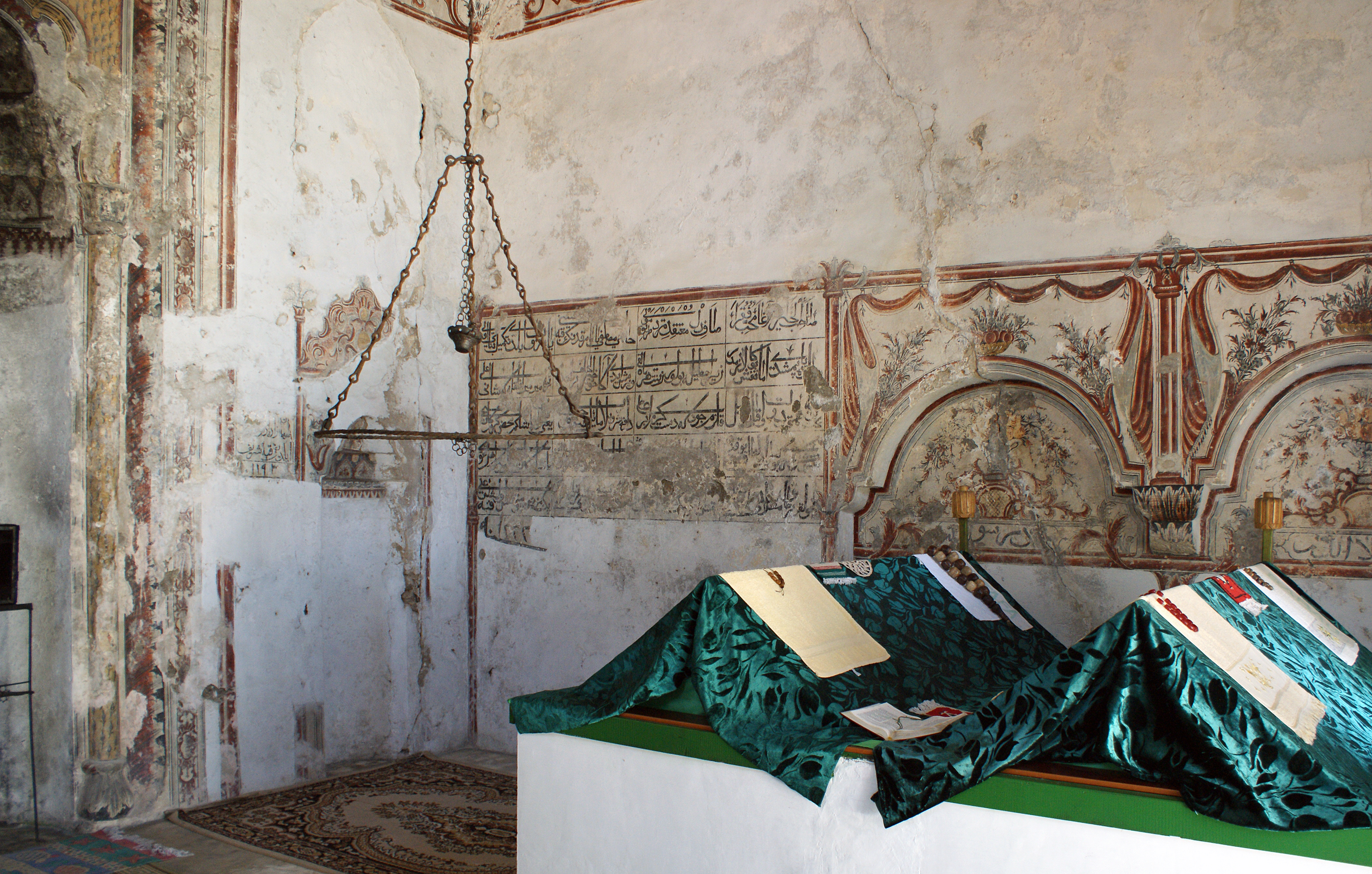
Інтер'єр Доллма теке з гробницями суфійських святих у фоновому режимі, Krujë.

### Соціальні та культурні зміни

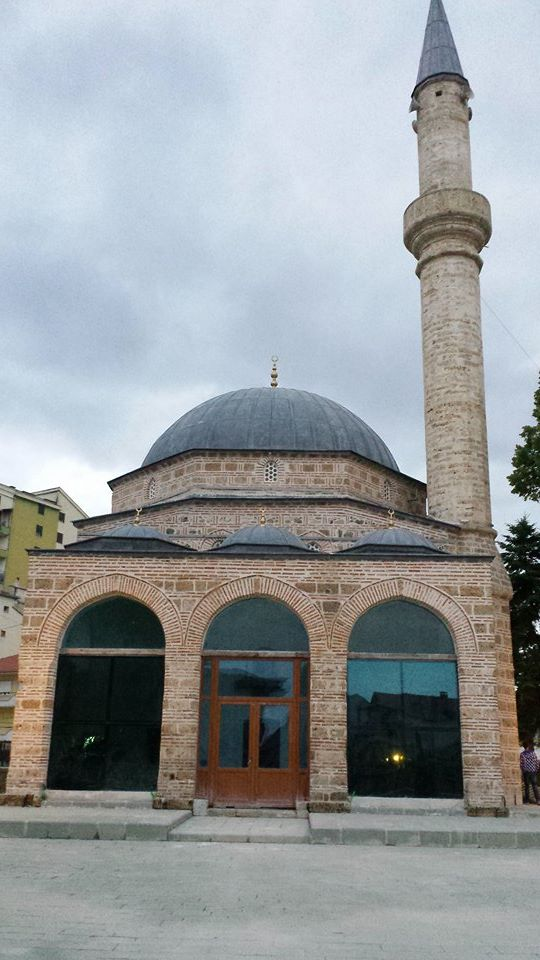
Мечеть Мірахорі в Корчі

Османське завоювання також принесло соціальні, культурні та мовні зміни в албаномовний світ. З XV століття в албанську мову увійшли слова з османської турецької мови. Корпус поетів та інших мусульманських албанських авторів писав османською турецькою, арабською, перською або албанською мовою арабським шрифтом (Альхаміядо), охоплюючи оповідну прозу, поезію, рефлексії на тему релігії та соціально-політичних ситуацій тощо. Видатними серед цих авторів були Ях'я-бей Дукаджіні, Хаджі Шехреті або поети бейтешіндж, такі як Незім Фракулла, Мухамет Кичику, Сулейман Найбі, Хасан Зико Камбері, Хаджі Імер Кашарі та інші. Крім Ельбасана, заснованого (1466) навколо фортеці, міста Албанії зазнали змін, оскільки вони прийняли османські архітектурні та культурні елементи. Деякі поселення з будівництвом будівель, пов'язаних з релігією, освітою та соціальними цілями, такими як мечеті, медресе, імарети тощо османською мусульманською албанською елітою, стали новими міськими центрами, такими як Корча, Тирана та Кавая. Тим часом у старих міських центрах, таких як Берат, з'явилися мечеті, хамами (османські лазні), медресе (мусульманські релігійні школи), кав'ярні, теке, що стали відомі поетами, художниками та науковими заняттями. На відміну від Косово чи Македонії, османська мусульманська спадщина Албанії в архітектурному плані була скромнішою за кількістю, хоча видатними спорудами є мечеть Мірахорі в Корчі (побудована в 1495—1496), мечеть Мурад-бея в Круї (1533–34), Свинцева мечеть у Шкодері (1773—1773). 74), мечеть Етхем Бея в Тірані (почата в 1791–94; завершена в 1820–21) та ін.
Навернення від християнства до ісламу для албанців також ознаменувало перехід від румських (християнських) до мусульманських конфесійних громад у рамках османської системи мілет, яка колективно розділяла та керувала народами відповідно до їхньої релігії. Проте, османи знали про існування албанців-мусульман і широко використовували такі терміни, як Арнавуд (اروانيد) як етнічний маркер, щоб усунути недоліки звичайної релігійної термінології для ідентифікації людей у державних документах Османської імперії. Османською турецькою мовою країна називалася Арнавудлук (آرناوودلق). Також новою та узагальненою реакцією албанців на основі етнічної та мовної свідомості на цей новий та інший османський світ, що виникав навколо них, була зміна етноніму. Етнічний демонім Shqiptarë, похідний від латинської мови, що означає чітку мову та словесне розуміння, поступово замінив Arbëresh/Arbënesh серед носіїв албанської мови між кінцем XVII та початком XVIII століть.

## Спадщина

### Погляди албанського суспільства на ісламізацію Албанії

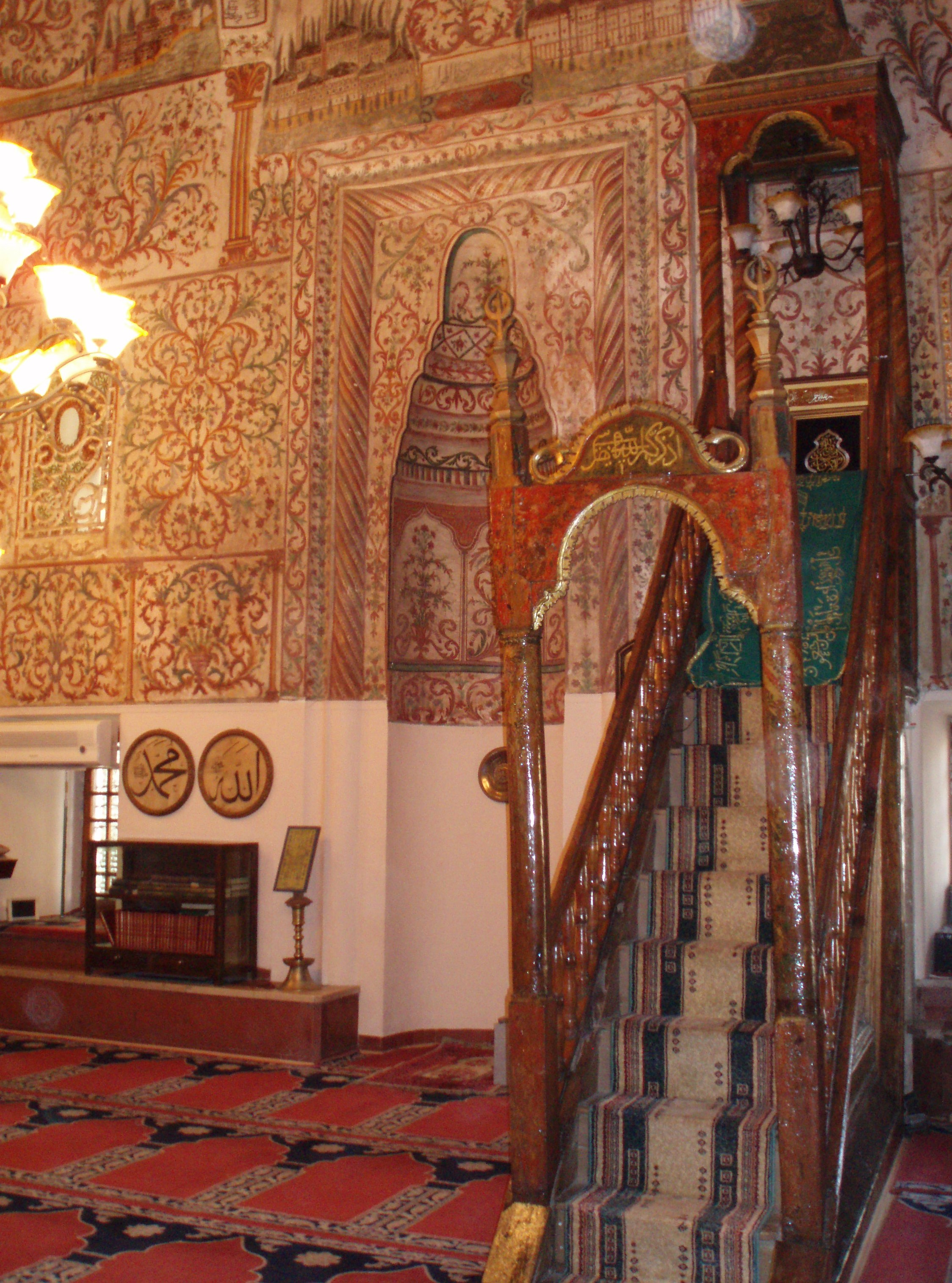
Мінбар у багато прикрашеному інтер'єрі мечеті Етхем Бея, Тирана.

Іслам і Османська спадщина також були темою розмов серед широких кіл албанського суспільства. Іслам і османи розглядаються багатьма албанцями як наслідок джихаду, антихристиянського насильства, отурчення, і в рамках цих дискурсів соціально-політичні проблеми Албанії приписуються як результат цієї спадщини. Деякі члени мусульманської спільноти, применшуючи османське минуле, відповіли на ці погляди критикою того, що вони вважають упередженням щодо ісламу.
Серед албанських інтелектуалів та інших відомих албанців на ширших Балканах відбувалися дискусії, а часом і дебати про іслам, його спадщину та роль в Албанії. У цих дискурсах суперечливу орієнталістську, расистську та біологічну термінологію використовували деякі албанські інтелектуали, обговорюючи іслам, його спадщину та сучасну роль серед албанців.

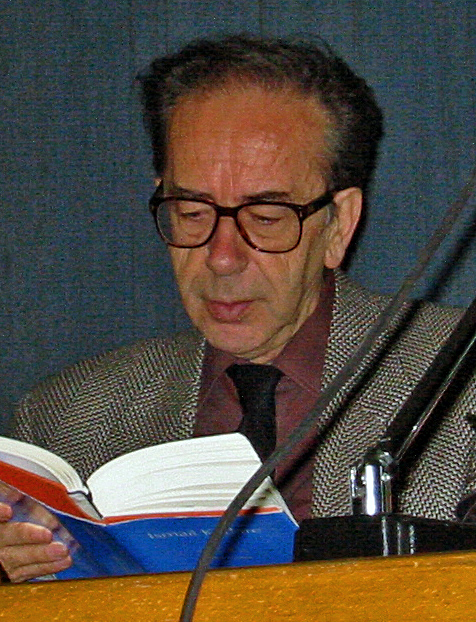
Ісмаїл Кадаре

Важливу роль у цих дискусіях займав письмовий обмін у газетних статтях і книгах між романістом Ісмаїлом Кадаре з Гірокастри та літературним критиком Реджепом Кося, албанцем із колишньої Югославії в середині 2000-х років. Кадаре стверджував, що майбутнє Албанії в Європі через її давнє європейське коріння та християнські традиції, тоді як Кося стверджував, що албанська ідентичність є сумішшю західної (християнської) та східної (ісламської) культур і часто адаптується до історичного контексту. Піро Міша писав, що ісламізація албанців протягом XVII та XVIIІ століть була «двома з найтемніших століть у сучасній історії Албанії». Міша також стверджував, що через цей досвід «Албанія зазнала більшого впливу тюрко-східної культури, ніж, мабуть, будь-яка інша країна в регіоні», хоча він зазначає, що албанські мусульмани були єдиною мусульманською групою «в європейській Туреччині, які об'єдналися зі своїми співвітчизниками-християнами для боротьби з урядом у Константинополі».
У 2005 році у своїй промові, виголошеній у Британії президентом Албанії Альфредом Мойсю, він назвав іслам в Албанії «європейським обличчям», оскільки воно «неглибоке» і «якщо копнути трохи в кожному албанцю, він зможе виявити його християнське ядро». Мусульманський форум Албанії відповів на ці коментарі та зауваги Кадаре та назвав їх «расистськими», і такими, що містять «ісламофобію» та є «глибоко образливими». Дотримуючись тенденцій, що походять від комуністичного режиму, посткомуністичний албанський політичний істеблішмент продовжує розглядати іслам як віру османського «загарбника». Деякі албанські автори також стверджували, що відданість албанців ісламу була поверховою, і ці аргументи були популярні серед православних і католицьких албанських громад. У дебатах щодо албанських шкільних підручників, під час яких деякі історики вимагали вилучення образливого змісту щодо турків, деякі християнські албанські історики гнівно заперечували, посилаючись на негативний досвід османського періоду і бажаючи, щоб Туреччина надала відшкодування за «вторгнення» в Албанію та ісламізацію албанців.

### Погляди релігійного істеблішменту на ісламізацію Албанії
Офіційні релігійні християнські та мусульманські установи та їхнє духовенство дотримуються різних поглядів на османський період та навернення албанцями ісламу. Як католицьке, так і православне духовенство трактує османську епоху як репресивну, що містила антихристиянську дискримінацію та насильство, тоді як іслам розглядається як «чужорідний», що кидає виклик албанській традиції та єдності. Перехід албанців в іслам як католицьким, так і православним духовенством розглядається як «спотворення» албанської ідентичності, хоча албанські мусульмани трактуються як «невинні жертви» ісламізації. Албанське сунітське мусульманське духовенство, однак, розглядає навернення албанців як «добровільний» процес, водночас відкидаючи релігійні суперечки, пов'язані з османською ерою, на другий план. Суфійський іслам в Албанії трактує османську еру як сприяння спотвореній формі ісламу, яка була зіпсована в сунітській османській державі, яка їх переслідувала. Християнське духовенство вважає албанців-мусульман частиною великої албанської нації, а мусульманське духовенство не висловлює зневаги до людей, які не стали мусульманами в Албанії. Християнська ідентичність в Албанії була сформована в умовах перебування в меншості, іноді з досвідом дискримінації, яку вони історично зазнавали по відношенню до мусульманської більшості. Тим часом, мусульманське духовенство в Албанії підкреслює, що розпад Османської імперії приніс з собою зміну долі і політичне посилення балканських християн, що зробило мусульман релігійною меншиною в сучасному світі.

### Ісламізація Албанії в рамках науки
У сучасній науці навернення албанців і спадщина ісламу в Албанії є дискусійною темою. Комуністична епоха і сучасні албанські вчені з націоналістичними поглядами інтерпретують османський період як негативний і применшують навернення в іслам, вважаючи, що воно не принесло албанцям жодних переваг у соціокультурному та релігійному сенсі. У 1975 році Хасан Калеші заперечив ці переважно «негативні» погляди на період ісламізації. Позиція Калеші, яку пізніше підтримали Елсі та Шмідт-Неке, полягала в тому, що османське завоювання та навернення албанців до ісламу запобігло еллінізації та слов'янізації так само, як слов'янські вторгнення у VI столітті зупинили процес романізації прабатьків албанців. Він стверджував, що, хоча в межах системи міллет визнавалися лише мусульманами, часткова ісламізація населення зупинила процес асиміляції, що відбувався через церкви та вплив поміщиків-греків, латинян і слов'ян. Крім того, ісламізація албанців під час османського панування також призвела до розширення території поселення балканських албанців через переміщення населення або асиміляцію інших мусульманських неалбанських елементів. Теза Калеші з часом була спотворена деякими албанцями, які стверджували, що албанці прийняли іслам з метою збереження своєї національної та етнічної ідентичності, замість того, щоб албанська ідентичність була збережена внаслідок ісламізації та османського панування; це було названо «інверсією» аргументу Калеші.